# Iroh
Generaal Iroh is een personage uit de animatieserie Avatar: De Legende van Aang. Hij wordt ook wel de Draak van het Westen genoemd.
Iroh is de oom van prins Zuko en de oudere broer van vuurheer Ozai. In tegenstelling tot zijn jongere broer Ozai, is hij rustig, vriendelijk, wijs, en kiest hij vrijwel nooit de kant van de Vuurnatie.

## Personage
Over Irohs afkomst is weinig bekend. Voor aanvang van de serie was hij de bekendste Generaal van het Vuurnatieleger. In de afleveringen van Avatar wordt vaak gesproken over "de beroemde nederlaag van Ba Sing Se"; hiermee bedoelen ze Irohs poging Ba Sing Se over te nemen. In die tijd was Iroh erin geslaagd de buitenste muren van de stad te doorbreken, maar na 600 dagen strijd, én na het nieuws van het overlijden van zijn zoon Lu Ten, besloot de Generaal terug te trekken. Sindsdien leidt hij een rustig leven, wel wordt er tijdens aflevering 19 en 20 van het 1e seizoen gesproken over zijn avontuur in de geestenwereld.
Na het nieuws over het verbannen van zijn neefje Zuko besloot Iroh terug te trekken als Generaal en zijn neef te helpen de Avatar te vangen, wat tot nog toe is mislukt.
Irohs bijnaam is de Draak van het Westen. Dit is een ere-titel die Iroh verkregen heeft toen hij de laatste draak verslagen had. Later blijkt dat hij gezegd had de draken gedood te hebben om hen te beschermen van andere jagers. Iroh is vooral bekend om zijn vergaande liefde voor thee, wanneer hij en Zuko arriveren in Ba Sing Se, en Zuko boos een kopje thee op de grond gooit, vindt hij het maar een trieste aanblik en begint bijna te huilen. Hij staat bekend als een van de rustigste en meest sympathieke leden van de vuurnatie. Zo helpt hij Zuko nadat deze is verbannen op zijn zwerftochten en met het nemen van de juiste beslissingen.
Iroh is tevens hoofd van een geheime orde genaamd: De Orde van de Witte Lotus.

## Uiterlijk
Iroh is een oude man, dat is duidelijk te zien aan zijn grijze haar en rimpels. Hij draagt in seizoen 1 altijd een Vuurnatie-outfit, totdat hij in seizoen 2 een zwerversbestaan leidt. Eenmaal in Ba Sing Se beland, draagt Iroh donkergroene kleding, waardoor hij er als een echte Aarderijk-bewoner uitziet. Iroh heeft lang, grijs haar en had dat tot seizoen 2 in een Vuurnatie-staart/knot. Echter toen ze moesten vluchten, hebben hij en Zuko hun lok afgesneden om onherkenbaar te blijven. Sindsdien krijgt Iroh een steeds langere baard en steeds langer haar.

## Seizoen 1
In seizoen 1 is Iroh te zien als de oom van Zuko, die hem helpt de Avatar te vangen. Na een tijd op de Zuidpool te hebben gezocht vinden ze Aang gaandeweg door aanwijzingen. Alhoewel Iroh zichzelf niet erg strijdig toont, en niet geïnteresseerd is in het vangen van de Avatar (dit laat hij over aan Zuko) is hij een zeer krachtig Vuurstuurder en leraar van Zuko. Gaandeweg leert hij Zuko Vuursturen en wijsheid, ook al negeert Zuko zijn advies meestal. Iroh is in het meeste een vaderfiguur voor Zuko, hij leerde hem sterk te zijn en de nodige dingen in het leven.

## Seizoen 2
In seizoen 2 worden Iroh en Zuko in de val gelokt door Azula, de Vuurnatie Prinses. Wanneer Azula bliksem wil schieten op Zuko gebruikt Iroh een door hem zelf uitgevonden techniek om het door zijn lichaam door te laten stromen, en zodoende de bliksem af te leiden, deze techniek (die hij geïnspireerd heeft door de techniek van Waterstuurders) leert hij in hetzelfde seizoen aan Zuko. Wanneer Zuko en Iroh besluiten zonder elkaar verder te gaan, ontmoet hij Toph. Hij geeft haar goede raad en thee, wat haar doet besluiten weer verder te reizen met de Avatar. In de volgende aflevering vindt hij Zuko weer en helpt hij, samen met Aang, Katara, Toph en Sokka Azula te verslaan. Dit mislukt omdat Azula Iroh neerschiet. De Gang + Zuko valt Azula aan maar die wist al te ontsnappen. Er ontstaat een explosie en wanneer alle rook weg is, is Zuko al weg. Hij zit bij z'n oom die helemaal knock-out is. De Gang wil dichterbij komen maar Zuko heeft dit door en zegt dat ze niet verder mogen komen. Katara biedt haar hulp aan maar Zuko weigert dit. Hij schreeuwt dat ze weg moeten gaan en hij stuurt een sliert vuur op ze. Iroh overleeft de aanval want Zuko heeft hem ergens in een verlaten oud huisjes verzorgd.
In de laatste afleveringen van seizoen 2 beginnen Iroh en Zuko hun eigen theerestaurant. Dit wordt ontdekt door Azula, die vervolgens via een list Zuko met haar laat meewerken. Iroh raad Zuko aan dit niet te doen, maar hij luistert niet en besluit vervolgens samen met Azula en de Dai Li agenten Iroh gevangen te houden. Hij wordt afgeschilderd als verrader en wordt gevangengenomen door de Vuurnatie.

## Seizoen 3
In seizoen 3 wordt Iroh gevangengehouden door de Vuurnatie. Hij komt niet veel voor, maar te zien is dat hij in de cel een idee krijgt. Hij gedraagt zich als een "oude gek" om de cipier voor de gek te houden, maar stiekem traint hij om vrij te komen, en na een tijdje zie je het resultaat: Iroh is een zeer sterke, gespierde man geworden. Tijdens zijn gevangenschap vertelt hij Zuko over de grootvader van zijn moeder; Avatar Roku. Tijdens de zonsverduistering weet Iroh te ontsnappen.
Later, tijdens Sozins Komeet, zoekt team Avatar Iroh weer op, hij is weer lid van de witte lotus. Later probeert hij samen met de orde van de witte lotus Ba Sing Se terug te winnen waar hij ook in slaagt.
Iroh had ook nog een zoon genaamd Lu Ten, die echter voor aanvang van de serie al is overleden.

## De Legende van Korra
In seizoen twee van de serie Avatar: De Legende van Korra, welke 70 jaar na de originele serie speelt, blijkt dat Iroh inmiddels in de geestenwereld verblijft. Hij helpt Korra met advies wanneer ze deze wereld bezoekt.

## Koninklijke familie van de Vuurnatie
Iroh was de eerstgeboren zoon van Vuurheer Azulon, en daarmee de kroonprins. Echter nam zijn broer Ozai bezit van de troon toen Iroh zich terugtrok uit de slag om Basing Se, toen hij hoorde dat zijn enige zoon Lu Ten was omgekomen.
 

Personen in geel zijn tot Vuurheer gekroond
|     |     |     |     |         |         |         |         | Roku    | Roku    | Roku | Roku | Roku            | Roku            |                 |                 |                 |                 |       |       |       |       |  |  | Sozin  | Sozin  | Sozin  | Sozin  | Sozin  | Sozin  |  |  |  |  |  |  |  |  |  |  |  |  |
|     |     |     |     |         |         |         |         | Roku    | Roku    | Roku | Roku | Roku            | Roku            |                 |                 |                 |                 |       |       |       |       |  |  | Sozin  | Sozin  | Sozin  | Sozin  | Sozin  | Sozin  |  |  |  |  |  |  |  |  |  |  |  |  |
|     |     |     |     |         |         |         |         | ?       | ?       | ?    | ?    | ?               | ?               |                 |                 | Ilah            | Ilah            | Ilah  | Ilah  | Ilah  | Ilah  |  |  | Azulon | Azulon | Azulon | Azulon | Azulon | Azulon |  |  |  |  |  |  |  |  |  |  |  |  |
|     |     |     |     |         |         |         |         | ?       | ?       | ?    | ?    | ?               | ?               |                 |                 | Ilah            | Ilah            | Ilah  | Ilah  | Ilah  | Ilah  |  |  | Azulon | Azulon | Azulon | Azulon | Azulon | Azulon |  |  |  |  |  |  |  |  |  |  |  |  |
|     |     |     |     |         |         |         |         |         |         |      |      |                 |                 |                 |                 |                 |                 |       |       |       |       |  |  |        |        |        |        |        |        |  |  |  |  |  |  |  |  |  |  |  |  |
|     |     |     |     |         |         |         |         |         |         |      |      |                 |                 |                 |                 |                 |                 |       |       |       |       |  |  |        |        |        |        |        |        |  |  |  |  |  |  |  |  |  |  |  |  |
|     |     |     |     |         |         |         |         | Ursa    | Ursa    | Ursa | Ursa | Ursa            | Ursa            |                 |                 | Ozai            | Ozai            | Ozai  | Ozai  | Ozai  | Ozai  |  |  | Iroh   | Iroh   | Iroh   | Iroh   | Iroh   | Iroh   |  |  |  |  |  |  |  |  |  |  |  |  |
|     |     |     |     |         |         |         |         | Ursa    | Ursa    | Ursa | Ursa | Ursa            | Ursa            |                 |                 | Ozai            | Ozai            | Ozai  | Ozai  | Ozai  | Ozai  |  |  | Iroh   | Iroh   | Iroh   | Iroh   | Iroh   | Iroh   |  |  |  |  |  |  |  |  |  |  |  |  |
|     |     |     |     |         |         |         |         |         |         |      |      |                 |                 |                 |                 |                 |                 |       |       |       |       |  |  |        |        |        |        |        |        |  |  |  |  |  |  |  |  |  |  |  |  |
|     |     |     |     |         |         |         |         |         |         |      |      |                 |                 |                 |                 |                 |                 |       |       |       |       |  |  |        |        |        |        |        |        |  |  |  |  |  |  |  |  |  |  |  |  |
| Mai | Mai | Mai | Mai | Mai     | Mai     |         |         | Zuko    | Zuko    | Zuko | Zuko | Zuko            | Zuko            |                 |                 | Azula           | Azula           | Azula | Azula | Azula | Azula |  |  | Lu Ten | Lu Ten | Lu Ten | Lu Ten | Lu Ten | Lu Ten |  |  |  |  |  |  |  |  |  |  |  |  |
| Mai | Mai | Mai | Mai | Mai     | Mai     |         |         | Zuko    | Zuko    | Zuko | Zuko | Zuko            | Zuko            |                 |                 | Azula           | Azula           | Azula | Azula | Azula | Azula |  |  | Lu Ten | Lu Ten | Lu Ten | Lu Ten | Lu Ten | Lu Ten |  |  |  |  |  |  |  |  |  |  |  |  |
|     |     |     |     |         |         |         |         |         |         |      |      |                 |                 |                 |                 |                 |                 |       |       |       |       |  |  |        |        |        |        |        |        |  |  |  |  |  |  |  |  |  |  |  |  |
|     |     |     |     | Izumi   | Izumi   | Izumi   | Izumi   | Izumi   | Izumi   |      |      | ?               | ?               | ?               | ?               | ?               | ?               |       |       |       |       |  |  |        |        |        |        |        |        |  |  |  |  |  |  |  |  |  |  |  |  |
|     |     |     |     | Izumi   | Izumi   | Izumi   | Izumi   | Izumi   | Izumi   |      |      | ?               | ?               | ?               | ?               | ?               | ?               |       |       |       |       |  |  |        |        |        |        |        |        |  |  |  |  |  |  |  |  |  |  |  |  |
|     |     |     |     |         |         |         |         |         |         |      |      |                 |                 |                 |                 |                 |                 |       |       |       |       |  |  |        |        |        |        |        |        |  |  |  |  |  |  |  |  |  |  |  |  |
|     |     |     |     |         |         |         |         |         |         |      |      |                 |                 |                 |                 |                 |                 |       |       |       |       |  |  |        |        |        |        |        |        |  |  |  |  |  |  |  |  |  |  |  |  |
|     |     |     |     | Iroh II | Iroh II | Iroh II | Iroh II | Iroh II | Iroh II |      |      | Izumi's dochter | Izumi's dochter | Izumi's dochter | Izumi's dochter | Izumi's dochter | Izumi's dochter |       |       |       |       |  |  |        |        |        |        |        |        |  |  |  |  |  |  |  |  |  |  |  |  |